# Perizoma strictifascia
Perizoma strictifascia är en fjärilsart som beskrevs av W. Warren 1907. Perizoma strictifascia ingår i släktet Perizoma och familjen mätare. Inga underarter finns listade i Catalogue of Life.